# Ionescuellum montanum
Ionescuellum montanum är en urinsektsart som först beskrevs av Hermann Gisin 1945.  Ionescuellum montanum ingår i släktet Ionescuellum och familjen Hesperentomidae. Inga underarter finns listade i Catalogue of Life.